# Castelgrande (castello)
Castel Grande è un castello nella città di Bellinzona in Svizzera. Noto anche come castel vecchio, castello di San Michele o castello d'Uri, nel 2000 fu dichiarato patrimonio mondiale dell'umanità dell'UNESCO assieme ai Castelli di Montebello e Sasso Corbaro e alle cinte murarie della città.

## Descrizione
L'imponente maniero occupa un promontorio roccioso su una lunghezza di oltre duecento metri in diagonale, con imponenti mura di cinta che dalla rocca si prolungavano in passato fino al fiume Ticino. Il promontorio, situato all'imbocco delle vallate che portano ai valichi del Lucomagno, del San Gottardo e del San Bernardino, consentiva un controllo dei traffici tra nord e sud dell'Europa. 
La parte più antica ancora esistente risale al X secolo. Sul complesso svettano due torrioni, che forse a causa della tonalità leggermente diversa delle pietre che li compongono, prendono il nome di torre bianca e torre nera.
In passato, il castello ospitava anche alcuni edifici religiosi: la chiesa di San Pietro, con dignità di parrocchiale, e due cappelle (o oratori), una intitolata a San Michele e l'altra di dedicazione ignota (forse la Madonna). 

## Storia
- I primi insediamenti umani risalgono al neolitico antico (5300-5000 a.C.). Questa posizione strategica ha favorito nel corso dei secoli l'insediamento di opere difensive e di controllo degli accessi ai valichi.
- La prima fortificazione venne eretta dai romani,[4] sotto l'imperatore Augusto, nel 15 a.C., e venne abbandonata nel I secolo.
- Nel IV secolo vengono di nuovo erette delle mura da parte dei romani.
- Le dominazioni gota e bizantina, seguite al crollo dell'impero romano, non hanno lasciato tracce, la presenza longobarda è invece attestata da documenti letterari. Gregorio di Tours scrive che nel 590 una invasione franca incontrò una forte resistenza longobarda a Bilitionem. Un gruppo di Arimanni controllava e sorvegliava da Bellinzona l'accesso ai vari valichi alpini che trovano la via di sbocco meridionale appunto a Bellinzona.
- Con il dominio franco 774 il Castel Grande subì varie trasformazioni, vennero eretti all'interno delle mura, oratori, abitazioni, torri e depositi. Questi interventi proseguirono in età ottoniana e diedero alla collina la fisionomia di una cittadella fortificata.
- Alla fine dell'XI secolo il controllo della città e del maniero passano dall'imperatore al vescovo di Como (1002 - 1004).
- Nel XII secolo vengono apportati ulteriori miglioramenti all'insieme della fortezza. Bellinzona diventa oggetto di molte contese ma nel 1192 torna di nuovo sotto il controllo di Como e della sua nobiltà.
- Agli inizi del secolo XIV venne eretta la Torre Nera collegata sul versante orientale alla più slanciata Torre Bianca eretta nel XII-XIII secolo[4]; in questo secolo Bellinzona e il castello assunse maggiore importanza grazie all'apertura del Passo del San Gottardo. Conquistati da Milano nel 1242, tornano sotto controllo comasco nel 1249. In questo periodo la regione entra in un intricato gioco di forze che si contendono il controllo degli accessi alpini, tra tali forze spicca la famiglia ghibellina comasca dei Rusca[8] a cui viene attribuita la costruzione del secondo maniero Montebello della città a oriente del Castel Grande.
- La riconquista milanese nel 1340, voluta per contenere le ambizioni dei Rusca, impresse una svolta alla storia del borgo e delle sue fortezze. Bellinzona sotto il dominio visconteo divenne capoluogo dei territori alpini e in particolare delle Tre valli ambrosiane. I manieri vennero ulteriormente rafforzati e nella seconda metà del XIV secolo venne eretta la lunga muraglia a sbarramento dell'intera valle del Ticino, che permetteva un maggiore controllo dei flussi commerciali e la repressione del contrabbando di sale e di altre derrate alimentari.
- All'inizio del XV secolo e con la morte di Gian Galeazzo Visconti 1402, Bellinzona e i suoi castelli conoscono un nuovo periodo di grande confusione. Nel 1403 il maniero e la città sono occupati dai de Sacco signori di Mesolcina. Nel 1419 vennero ceduti ai cantoni di Uri e di Obvaldo, ma nello stesso anno furono di nuovo conquistate da Milano e di nuovo difesi il 30 giugno 1422 con la vittoria milanese contro le truppe dei cantoni confederati svizzeri nella battaglia di Arbedo[9].
- Alla morte del duca Filippo Maria Visconti 1447, Franchino Rusca, signore di Locarno, Enrico de Sacco, signore della Mesolcina con l'appoggio dei cantoni svizzeri, tentò di riprendere il controllo di Bellinzona. Nel 1449 con la battaglia di Castione, Milano ne riprende il controllo sotto Francesco Sforza. Fino alla sua morte 1466 la regione visse un periodo di stabilità. Le vittorie Confederate contro Carlo il Temerario ne rafforzano notevolmente le capacità offensive, nel 1478 l'assedio alla città da parte dei confederati, reca gravi danni. Milano intraprende ampi lavori di rafforzamento delle strutture difensive, in tutta fretta venne costruito il terzo castello di Sasso Corbaro, le mura vennero consolidate e venne costruito un ponte, pure fortificato, sul fiume Ticino, che Ludovico il Moro inaugurò nel 1487. In questo modo, i tre castelli e le relative mura chiudevano completamente il fondovalle.
- Nel 1494 Carlo VIII invade il Ducato di Milano e occupa per un breve periodo anche Bellinzona. Infine, un'insurrezione popolare scaccia i francesi e il 14 aprile 1500 la popolazione di Bellinzona si sottomette alla Lega Svizzera.
- Dal 1500 al 1798, Bellinzona e i suoi castelli passano sotto il controllo della confederazione dei XIII cantoni svizzeri. Fu in quel periodo che il maniero prese il nome di castello d'Uri.
- 1803 nasce il Canton Ticino. Il castello diventa proprietà dello Stato del Canton Ticino.
- Nel 1820 il Castel Grande viene adibito in parte a prigione e in parte a arsenale militare.
- Dal 1920 al 1955 vengono eseguiti dei lavori di consolidamento e di manutenzione.
- Tra il 1983 e il 1989 viene fornito di un accesso con ascensore e l'intero complesso è rinnovato e reso accessibile alla popolazione.

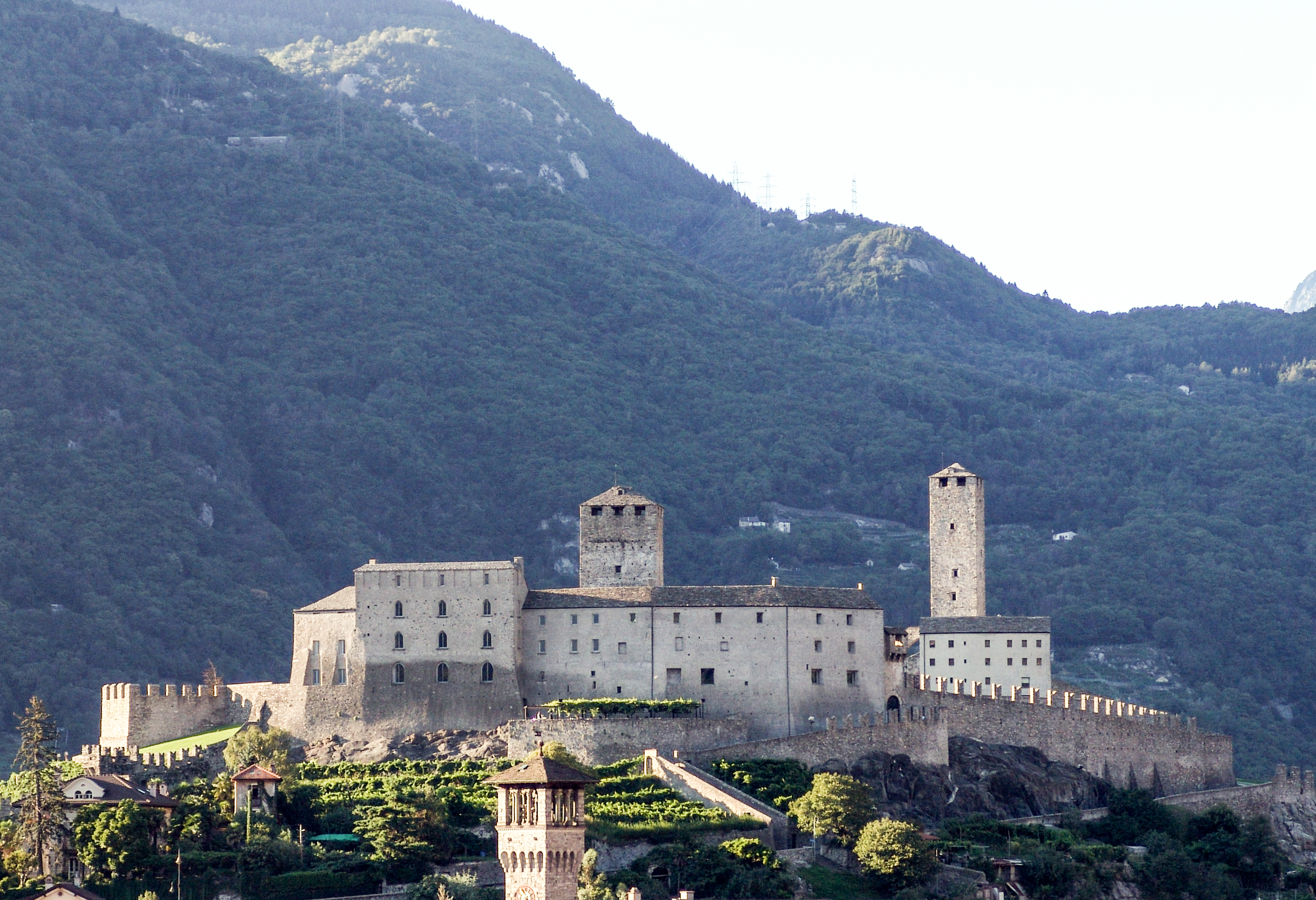
Il Castel Grande